# Hjernerystelsesforeningen
Hjernerystelsesforeningen, på svenskaHjärnskakningsföreningen, är en dansk patientorganisation som företräder människor som lider av akut eller kronisk hjärnskakning. Föreningen har över 1000 medlemmar och ägnar särskild uppmärksamhet åt de långsiktiga effekterna av hjärnskakning, som kallas postkommotionellt syndrom. År 2016 föreningen startade en officiell samarbete med den danska Spillerforeningen, Håndboldspillerforeningen och Danske Elitesportsudøveres Forening.